# Giuseppe Marozin
Giuseppe Marozin (Arzignano, 18 settembre 1915 – Milano, 29 maggio 1966) è stato un partigiano italiano.
Nome di battaglia, "Vero" , durante la Resistenza, comandante della divisione Pasubio operante tra Verona e Vicenza nelle valli del Chiampo, dell'Alpone, d'Illasi nel periodo tra febbraio e novembre 1944, a Milano, successivamente, fino al termine del conflitto.

## Biografia

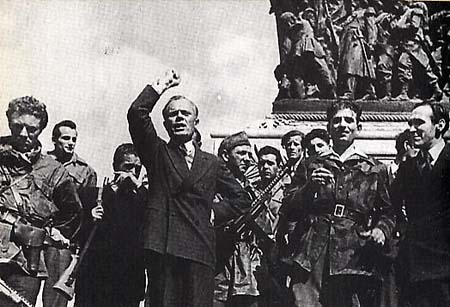
26 aprile 1945, Pertini tiene un affollato comizio in piazza Duomo nella Milano appena liberata. Marozin è il primo alla sua sinistra

Prese parte alla guerra civile spagnola dalla parte dei franchisti inquadrato nel Tercio de Extranjeros. Secondo L'Unità uscita l'11 luglio 1945 dopo la guerra di Spagna di Marozin si erano perse le tracce per vederlo poi apparire nella provincia di Vicenza alla guida di un gruppo partigiano. Personaggio controverso della Resistenza, a capo della sua divisione (che lui definì sempre apolitica), guidò diversi agguati contro l'esercito nazifascista, azioni che causarono spesso violente ritorsioni da parte dei tedeschi nei confronti della popolazione civile locale, soprattutto nei comuni di Chiampo, Crespadoro, Arzignano e Vestenanova, dove aveva sede il suo rifugio (località ai Cracchi). Il comune, al termine del conflitto, fu insignito della Medaglia di bronzo al valore militare per la resistenza. 
A causa delle sue continue insubordinazioni, ed il suo rifiuto ad essere politicamente inquadrato, nel novembre 1944 fu condannato a morte dal Comitato di Liberazione Nazionale di Vicenza. Secondo altre fonti, la condanna a morte pendente sul suo capo proveniva dal Comitato di liberazione di Padova decretata a causa dei suoi numerosi omicidi, stupri e rapine.. Ai primi del mese fuggì a Milano con i circa quaranta uomini che gli erano rimasti in seguito a un grosso rastrellamento tedesco-fascista repubblicano (12-16 settembre). Qui entrò in contatto con il tenente colonnello Vittorio Palumbo il quale, con l'approvazione di Sandro Pertini, pose gli uomini agli ordini del Comando generale brigate Matteotti ed ottenne la ricostituzione della Brigata Pasubio. Secondo il quotidiano L'Unità, nei giorni dell'insurrezione a Milano, diramò l'ordine di fucilare il partigiano Barbiano di Belgiojoso senza appurare chi realmente fosse.
Fu inoltre l'autore del sommario processo e della fucilazione, avvenuta a Milano in via Poliziano il 30 aprile 1945, degli attori Osvaldo Valenti e Luisa Ferida: i due avevano aderito alla Repubblica Sociale Italiana; Valenti era un ufficiale della Xª Flottiglia MAS, ed erano entrambi accusati di aver partecipato alle azioni del gruppo di torturatori conosciuto come "Banda Koch". Nelle sue memorie Marozin si difese scrivendo che l'ordine di procedere all'esecuzione sarebbe venuto direttamente dal C.L.N.A.I. nella persona di Sandro Pertini, versione dei fatti di cui, però, Marozin rimane unico sostenitore. In particolare, Marozin dichiarò: «Quel giorno - 30 aprile 1945 - Pertini mi telefonò tre volte dicendomi: "Fucilali, e non perdere tempo!"». Sempre secondo Marozin, Pertini si sarebbe rifiutato di leggere il memoriale difensivo che Valenti aveva scritto durante i giorni di prigionia, nel quale sarebbero stati contenuti i nomi dei testimoni che avrebbero potuto scagionare i due attori dalle accuse. Riguardo a Luisa Ferida, Marozin dichiarò: «La Ferida non aveva fatto niente, veramente niente. Ma era con Valenti. La rivoluzione travolge tutti.».
Il 4 maggio 1945, richiamato ad Arzignano con un pretesto, con alcuni dei suoi uomini, in uno scontro a fuoco tra i suoi partigiani e quelli della divisione locale "A. Garemi" incaricati del suo arresto, rimase ferito insieme ad altri quattro uomini, mentre altri due partigiani rimasero uccisi. Ricoverato per lungo tempo in ospedale, il 9 luglio 1945 fu arrestato dalla questura di Milano. Successivamente rilasciato e poi imputato per numerosi reati, specialmente omicidi in danno di partigiani e civili avvenuti nel periodo della Resistenza, fu prosciolto con sentenza di non doversi procedere del 30 giugno 1960 dal giudice istruttore presso il Tribunale di Vicenza: riguardo a due capi d'accusa per non aver commesso il fatto, riguardo agli altri per estinzione del reato in seguito alle amnistie del 1945 e del 1959, sentenza passata in giudicato.